# Makoszka
Makoszka – wieś w Polsce położona w województwie lubelskim, w powiecie parczewskim, w gminie Dębowa Kłoda. 
Wieś królewska w starostwie parczewskim województwa lubelskiego w 1786 roku.
Nazwa wsi pochodzi od staropolskiej nazwy osobowej "Makosz". Według legendy był to pszczelarz, który osiedlił się nad źródłami Konotopy. Makoszka była osadą w królewskich lasach, w której mieszkali bartnicy, gajowi, zbieracze runa leśnego i ludzie zajmujący się wypalaniem popiołu i potożu.
Wieś stanowi sołectwo w gminie Dębowa Kłoda. Według Narodowego Spisu Powszechnego z roku 2011 wieś liczyła 122 mieszkańców.

## Makoszka w czasach II Wojny Światowej
W czasie okupacji hitlerowskiej w Makoszce mieścił się posterunek Forstschutzów (strażników leśnych), brutalnie traktujących okoliczną ludność.

## Makoszka obecnie
Wieś dzieli się na części: Stara Wieś, Smolarz, Nadleśnictwo i Makoszka Kolonia.
Dziś mieszka w niej 130 osób. Są tu 34 gospodarstwa (informacje z 2006 r.).
Po przenosinach Nadleśnictwa do Sosnowicy, dwór-leśniczówka został kupiony. Dziś znajduje się tam pensjonat i ośrodek hippiczny "Stajnia Makoszka".
W latach 1975–1998 miejscowość administracyjnie należała do województwa bialskopodlaskiego.
Wierni Kościoła rzymskokatolickiego należą do parafii św. Jana Chrzciciela w Parczewie.